# Вахакн
„Вахакн“ (Vahagn) е илюстровано спортно списание, издавано от групата „Вахакн“ при арменското спортно дружество „Шант“ в Пловдив.
Издаден е един брой през 1934 г. Съдържа материали от живота на скаутите и спортистите в дружеството. Отговорен редактор е Гаро Капулян. Отпечатва се в печатница „Измирлян“.